# 巴翁僧王寺
巴翁僧王寺（泰語： Wat Bowonniwet Wihan），又译波稳尼威寺，本地华裔旧称越浓弥，全称波稳尼威皇家寺院（ Wat Bowonniwet Ratchaworawihan），是泰国曼谷拍那空县的一间佛寺。建于三世王统治时期的1824年，由二王玛哈·沙迪蓬叻社主持修建。
巴翁僧王寺是泰国法相应派的中心和圣地，诸多王室人员在这里出家习法，其中就包括六世王、七世王、九世王普密蓬和十世王哇集拉隆功，四世王蒙固在即位前担任本寺住持。这里亦是泰国第八代、第十代、第十三代和第十九代僧王居住的地方。巴翁僧王寺的佛像底座下埋有六世王和九世王的遗骨。

## 建筑
巴翁僧王寺的建筑带有浓厚中国色彩，这是因为寺庙在拉玛三世统治期间修建，而三世王颇为青睐中华文化。
巴翁僧王寺的戒堂为丁字形，内部供奉有两座主佛：较大的一尊名为Phra Suwan Khet（พระสุวรรณเขต），从佛丕府恭请而来；较小的一尊名为Phra Phuttha Chinnasi（พระพุทธชินสีห์），来自彭世洛府的玛哈泰寺。戒堂的壁画有一部分是19世纪中期的暹罗壁画大师阔因空所作，他在作画时引入西方透视技法，令画中形象更为立体自然。
戒堂旁是一座大金佛塔，其基座围墙四角修成廊屋，屋脊为中国华南风格。佛塔左右各有一座精舍，皆带有中式重檐，由方柱支撑。

## 与王室的关系
1836年，由蒙固亲王（法号金刚智，即之后的拉玛四世王）担任巴翁僧王寺的首位住持。他在此出家26年，期间创立法宗派；法宗派后来成为和泰国君主制关系密切的教派，和传统的大宗派并立为泰国乃至泰系南传佛教的两大宗派，流传至今，巴翁僧王寺是泰国法宗派的起源圣地。
拉玛九世普密蓬曾在1956年出家15日，居住在巴翁僧王寺。1978年，普密蓬之子玛哈·哇集拉隆功（即2019年即位的拉玛十世王），亦曾在此受戒出家15日。哇集拉隆功的数位子嗣及其第二任妻子余娃提達亦随之效法。寺中Phra Phuttha Chinnasi佛像的基座埋有拉玛六世和拉玛九世的部分遗骨。
1976年，流亡美国的独裁者总理他侬·吉滴卡宗返回泰国，即在巴翁僧王寺出家。他侬的做法引发民众示威及冲突，酿成10月6日的法政大学大屠杀。

## 图册

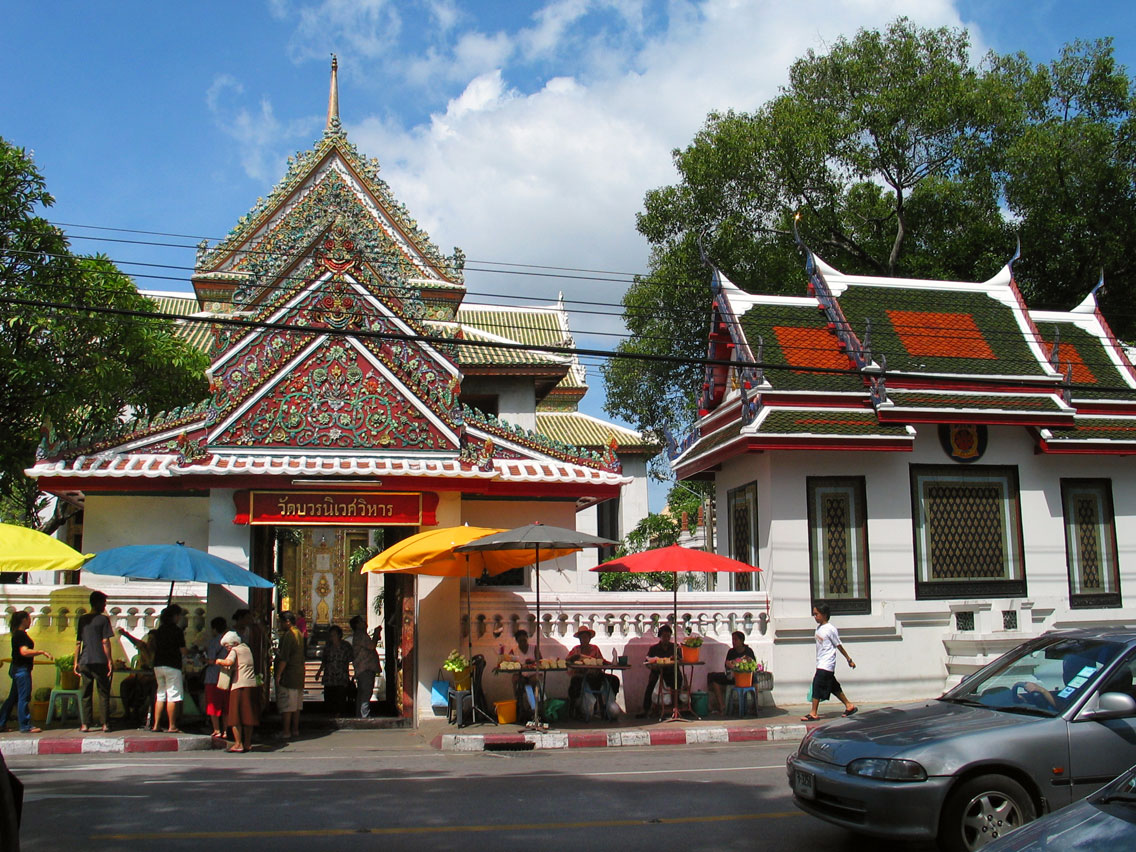
正门
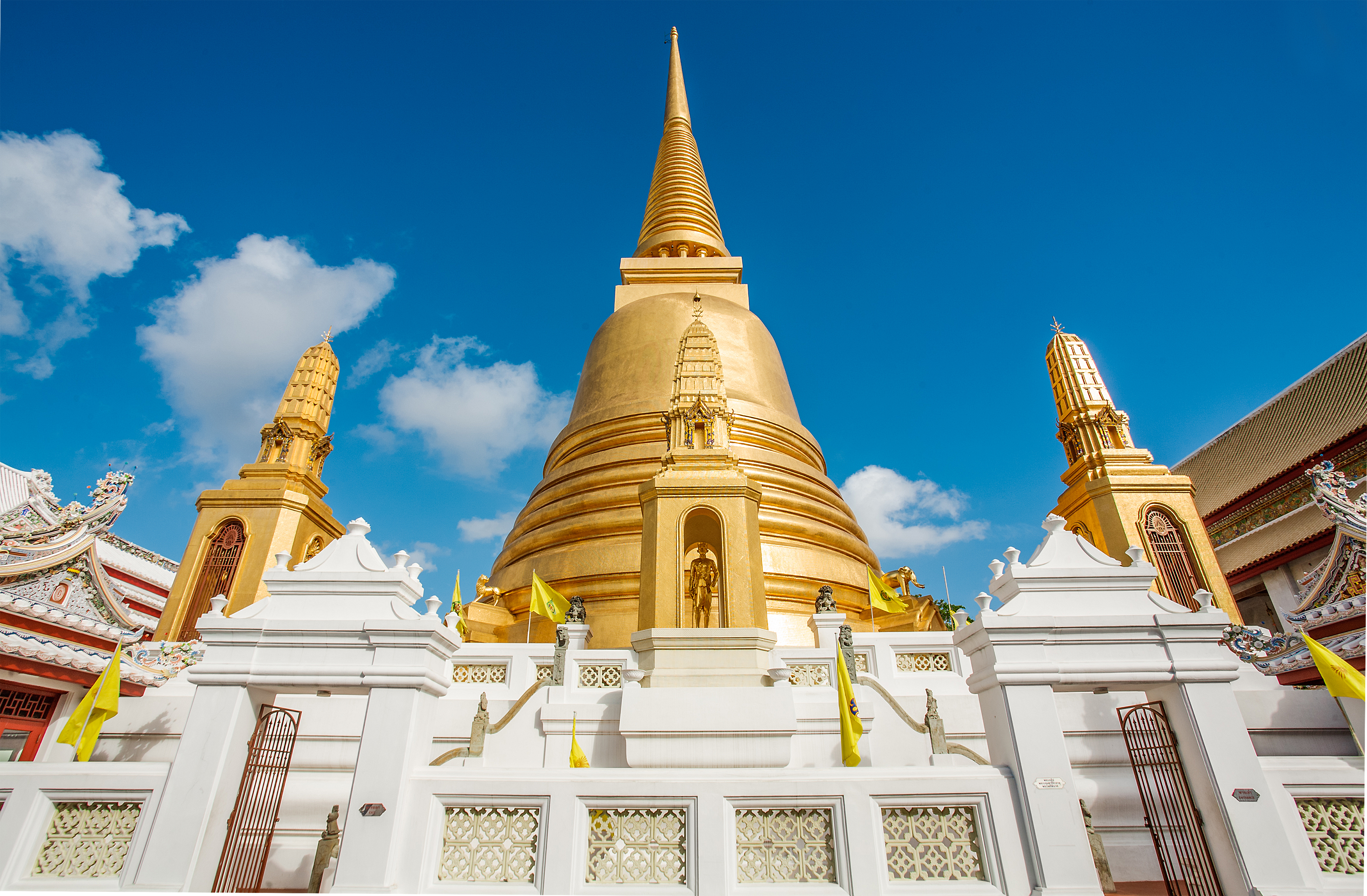
佛塔
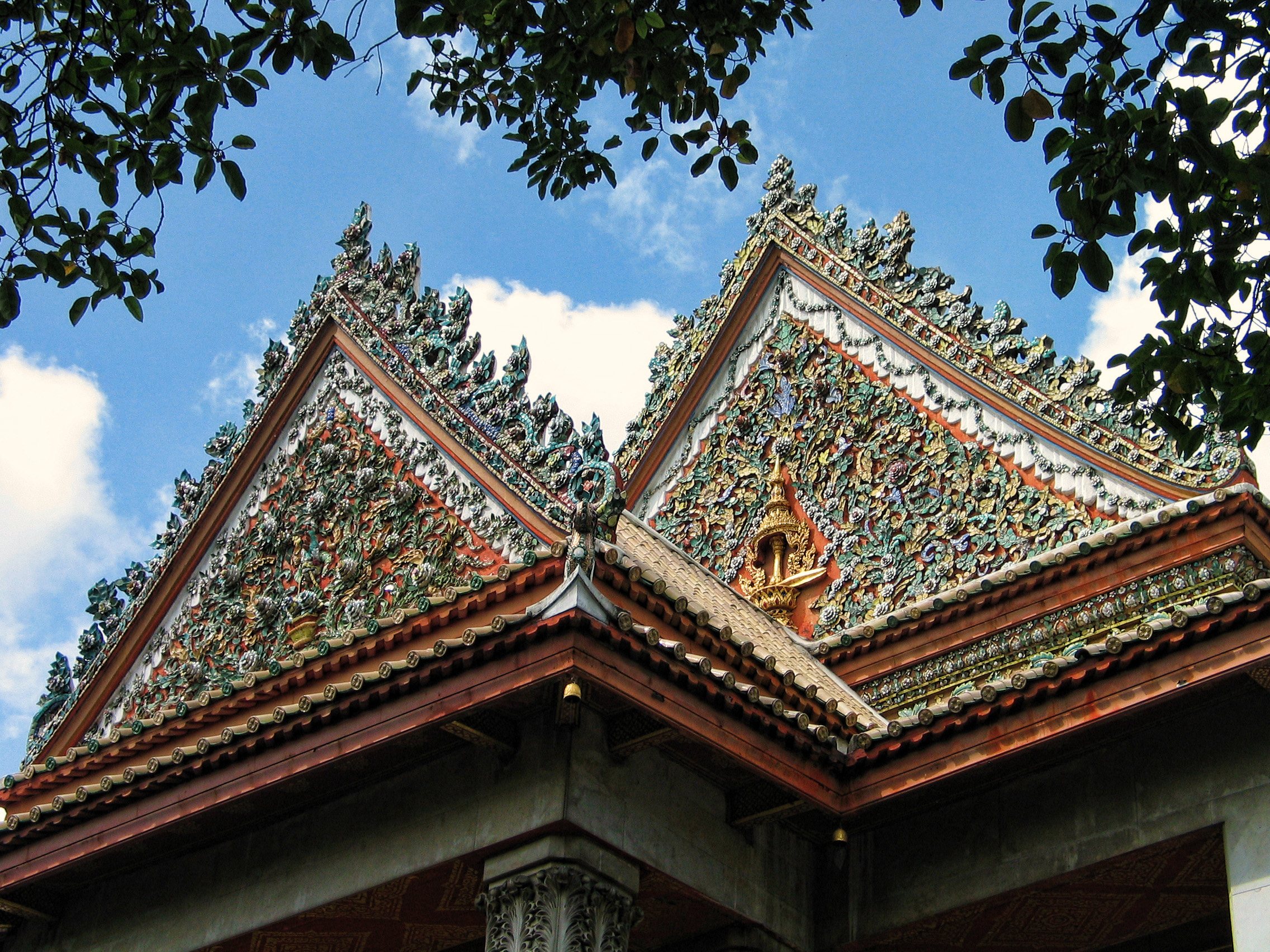
戒堂屋顶细节
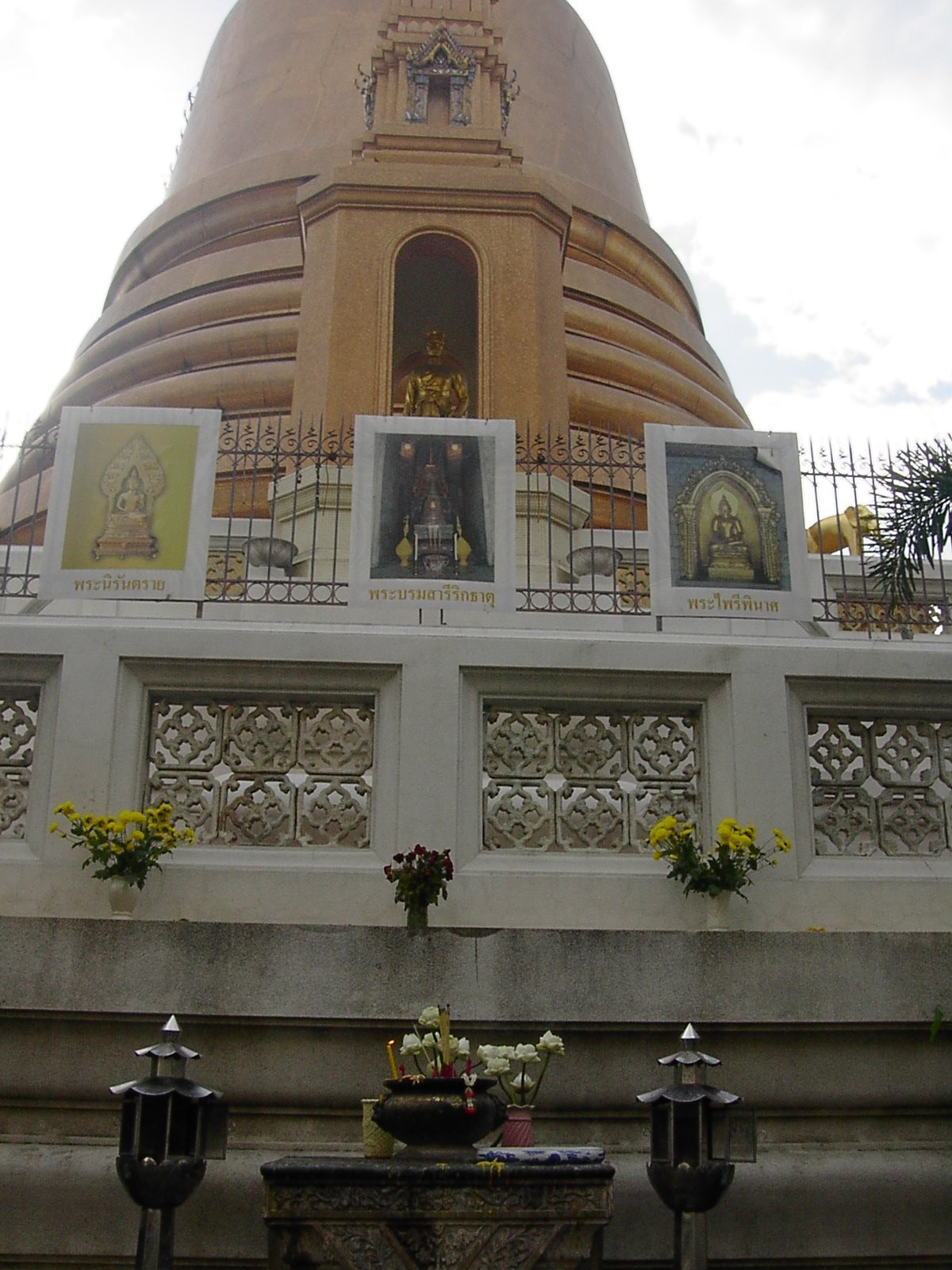
主塔旁的小型副塔供奉拉玛四世像
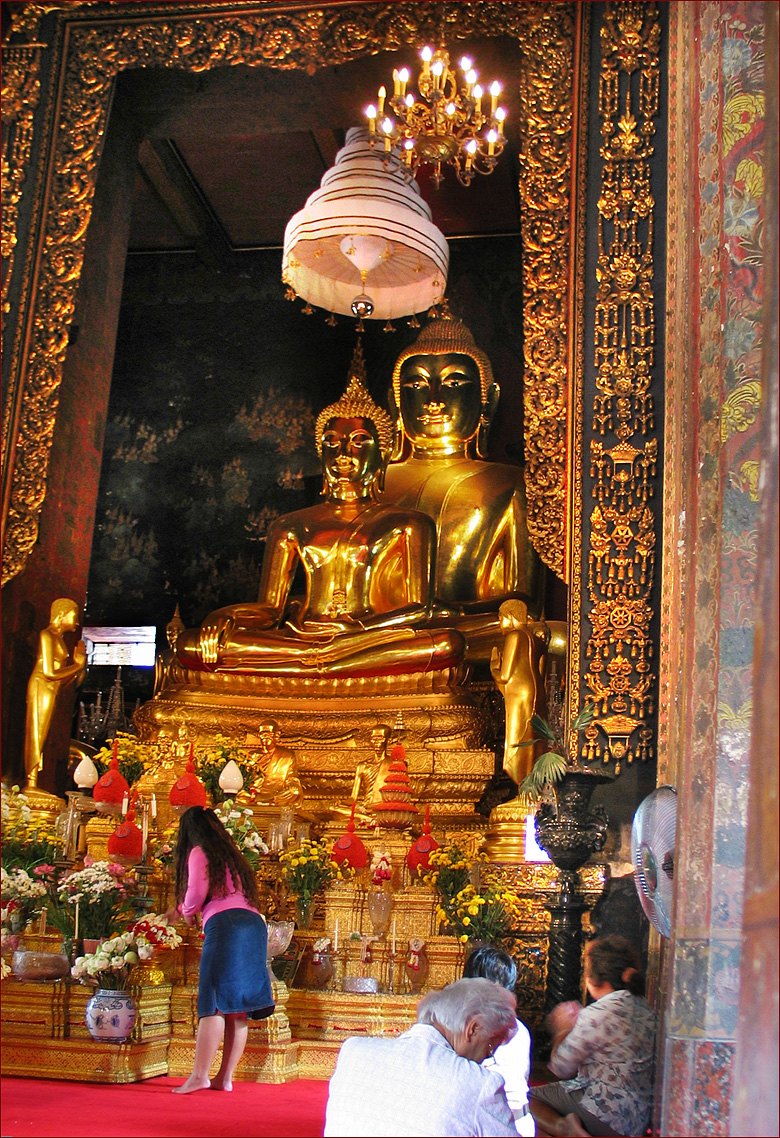
戒堂内的两座佛像分居前后
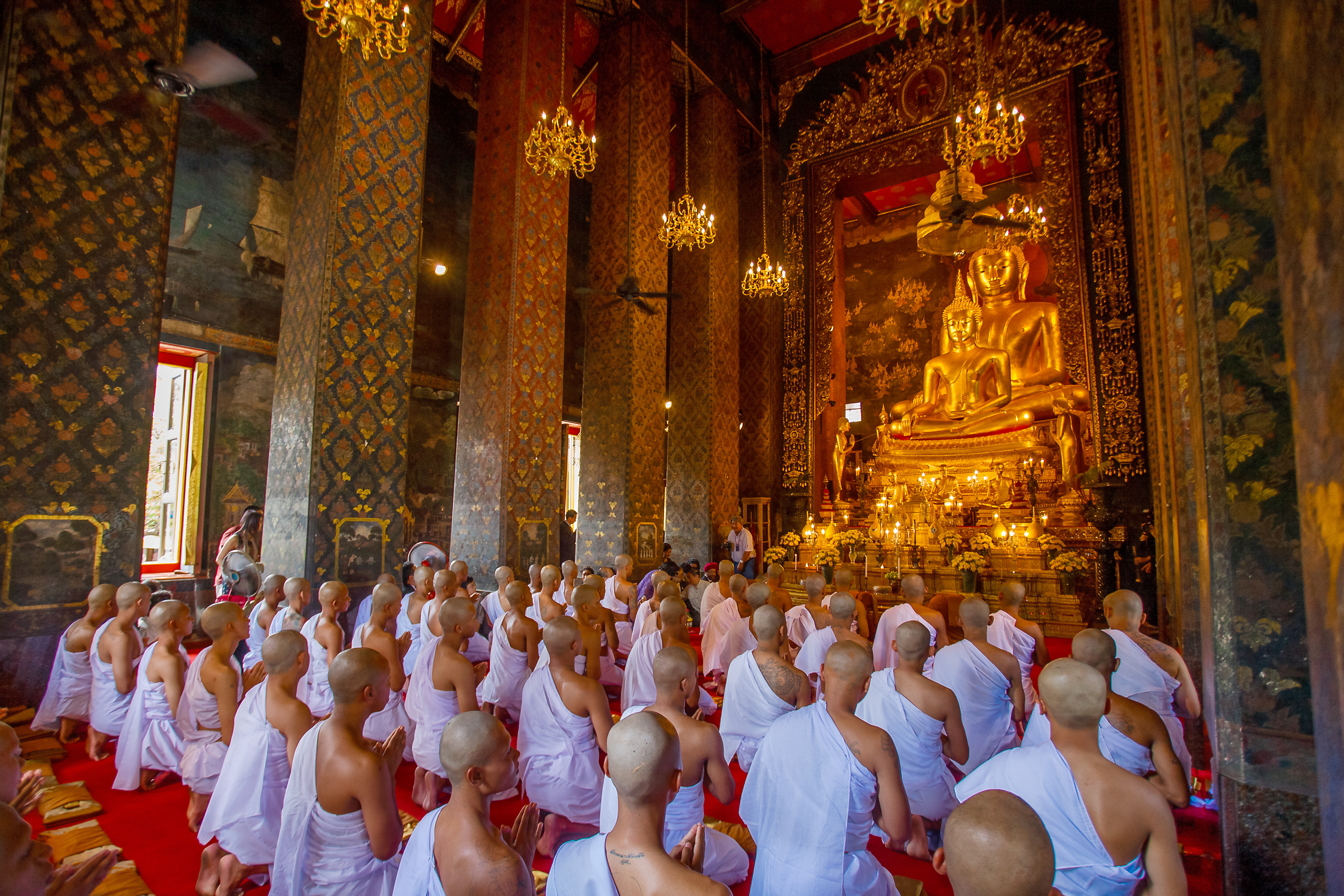
受戒仪式
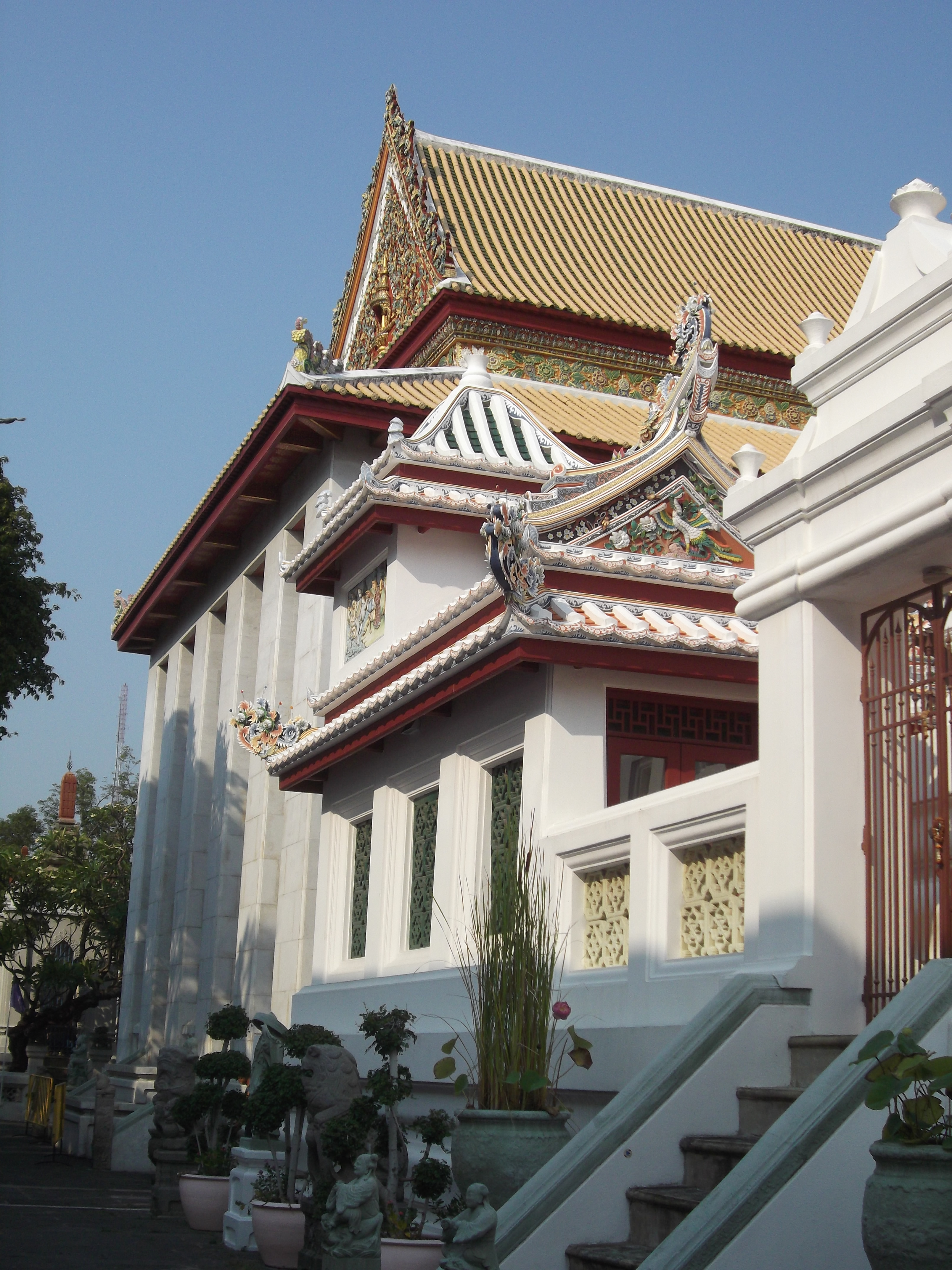
修有中式重檐的精舍
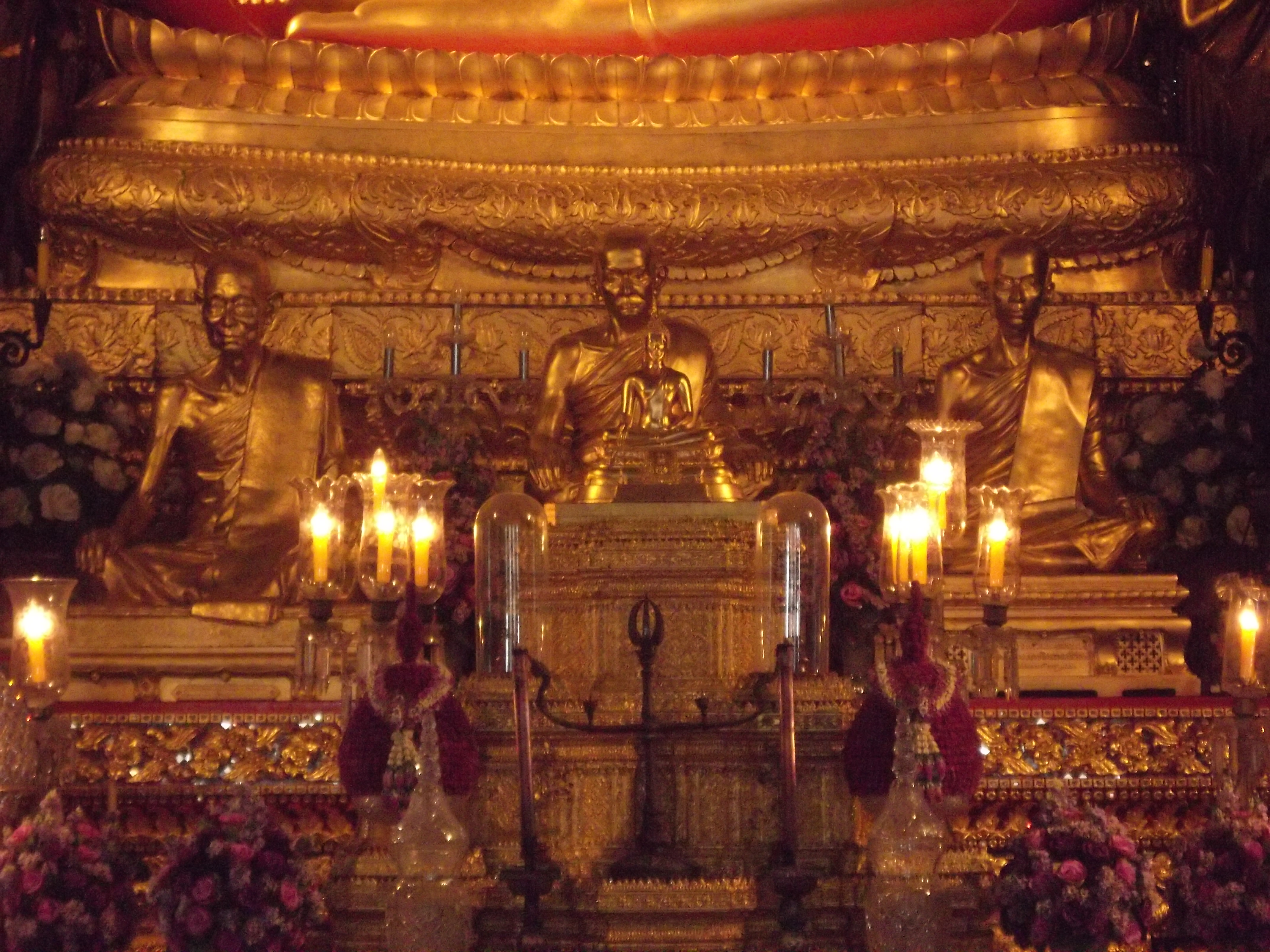
三座僧王像
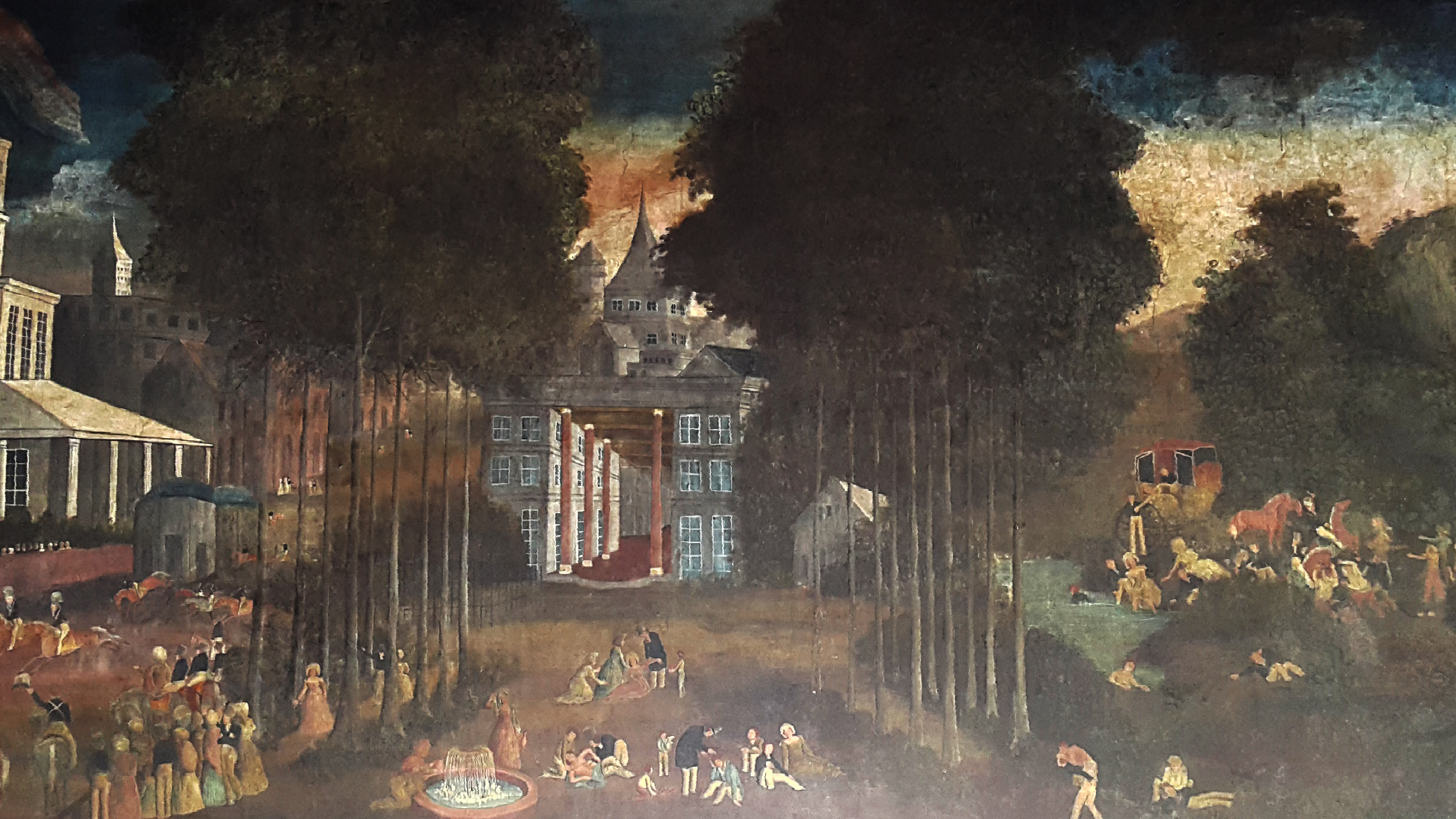
阔因空所绘壁画，运用西方透视技法
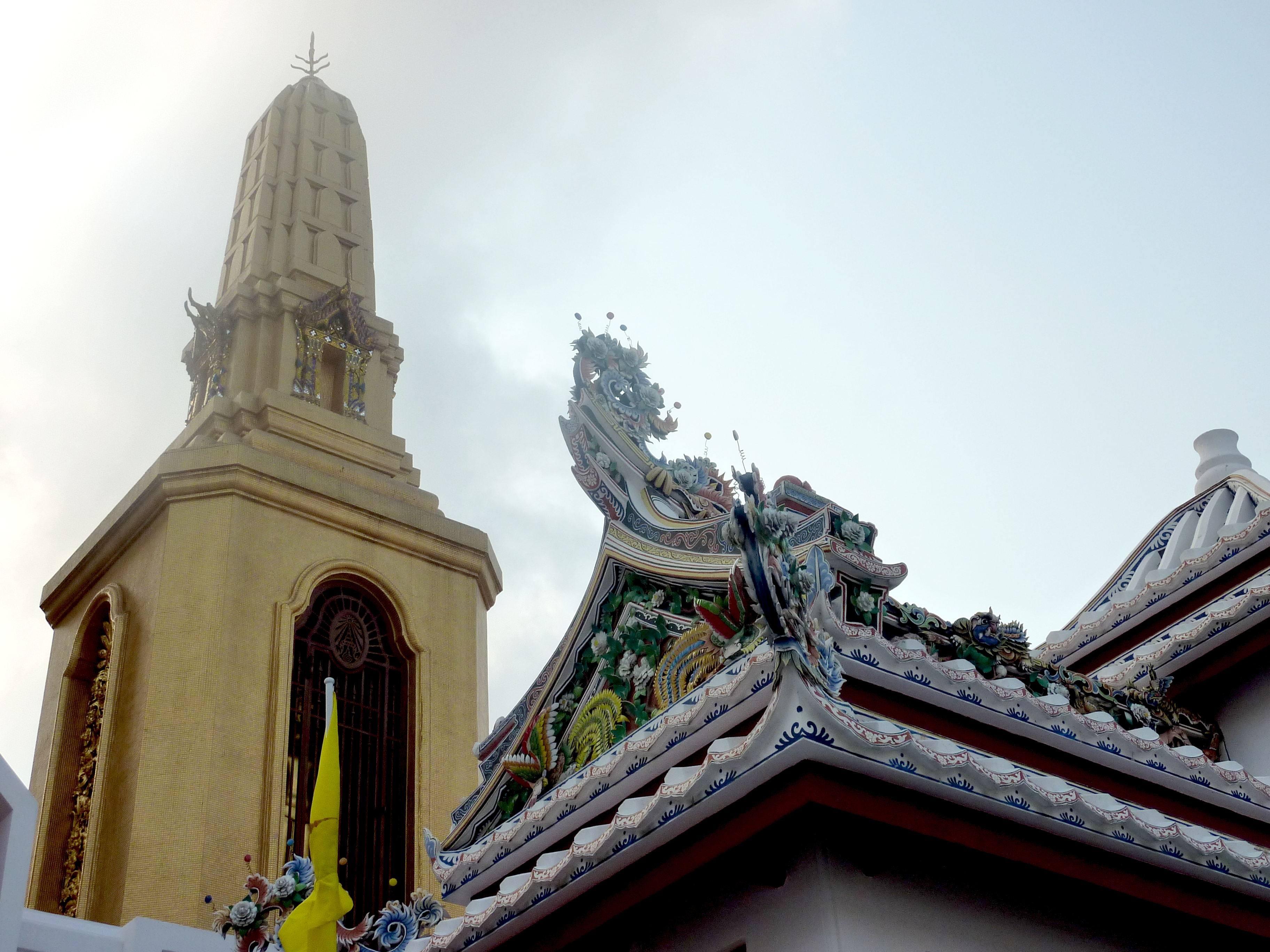
佛塔围墙一角，可见副塔和廊屋屋檐的中国风格装饰
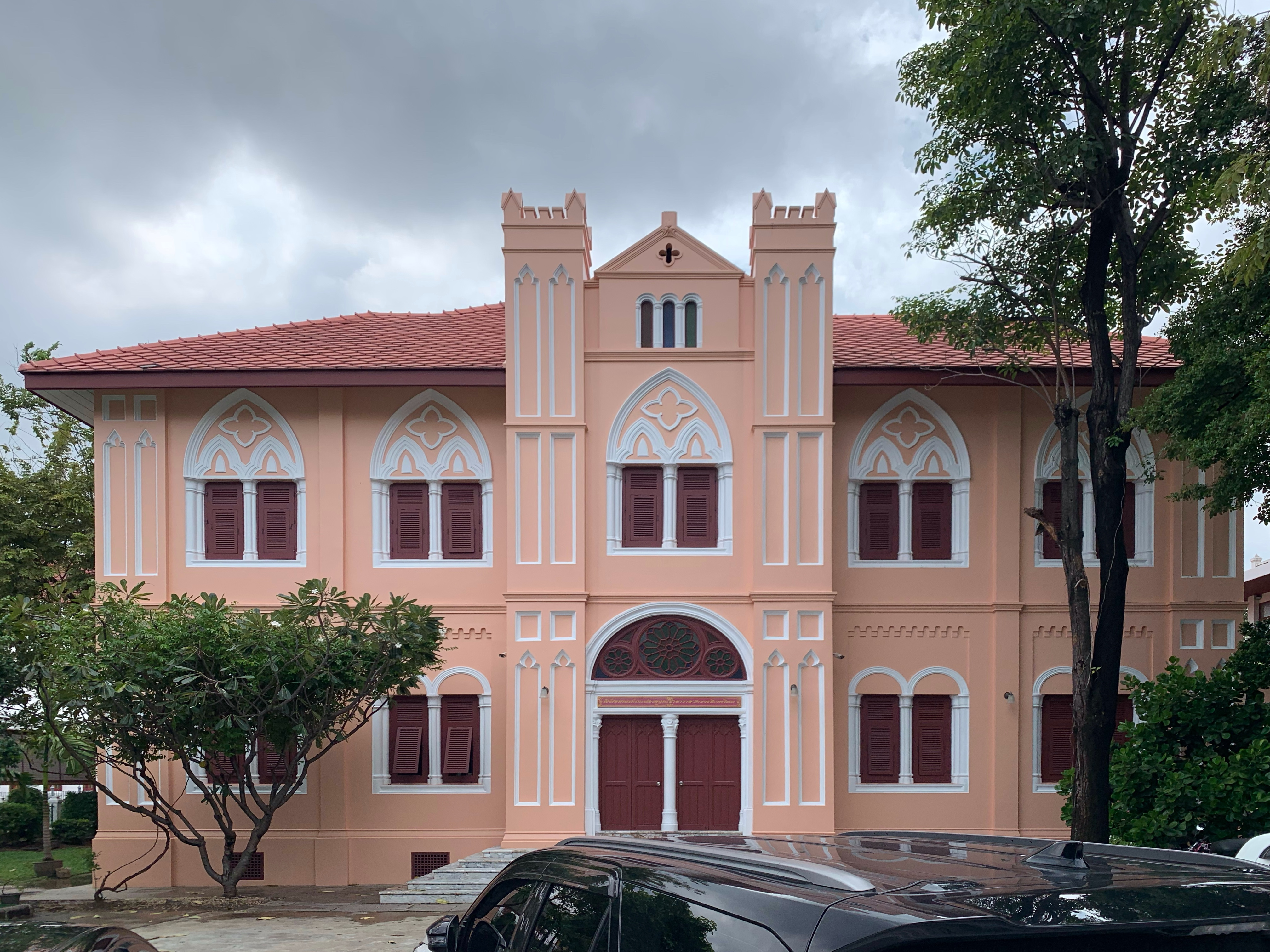
寺旁的住持博物馆暨图书馆
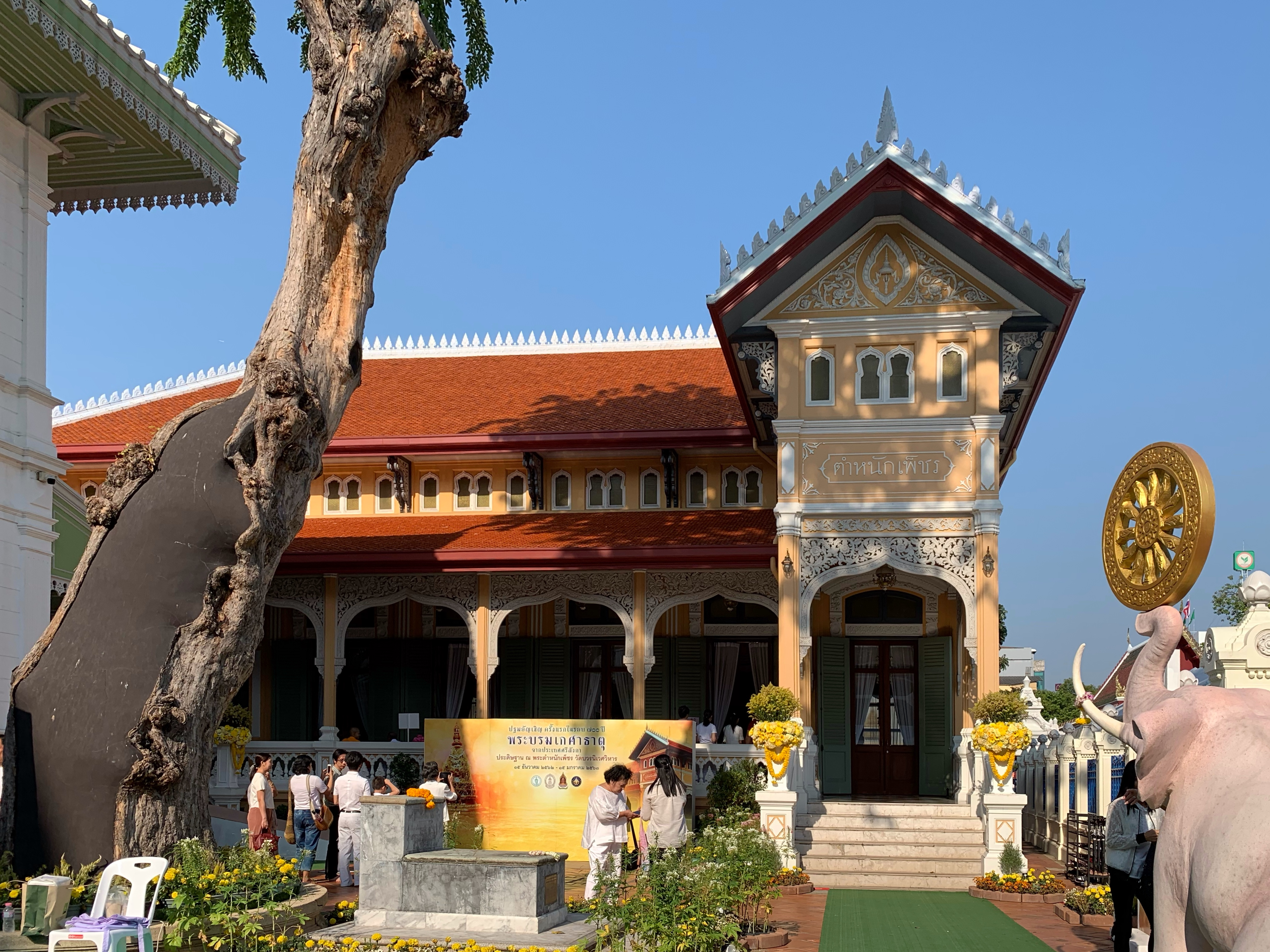
寺旁的王室居所宝石宫（ Tamnak Phet）
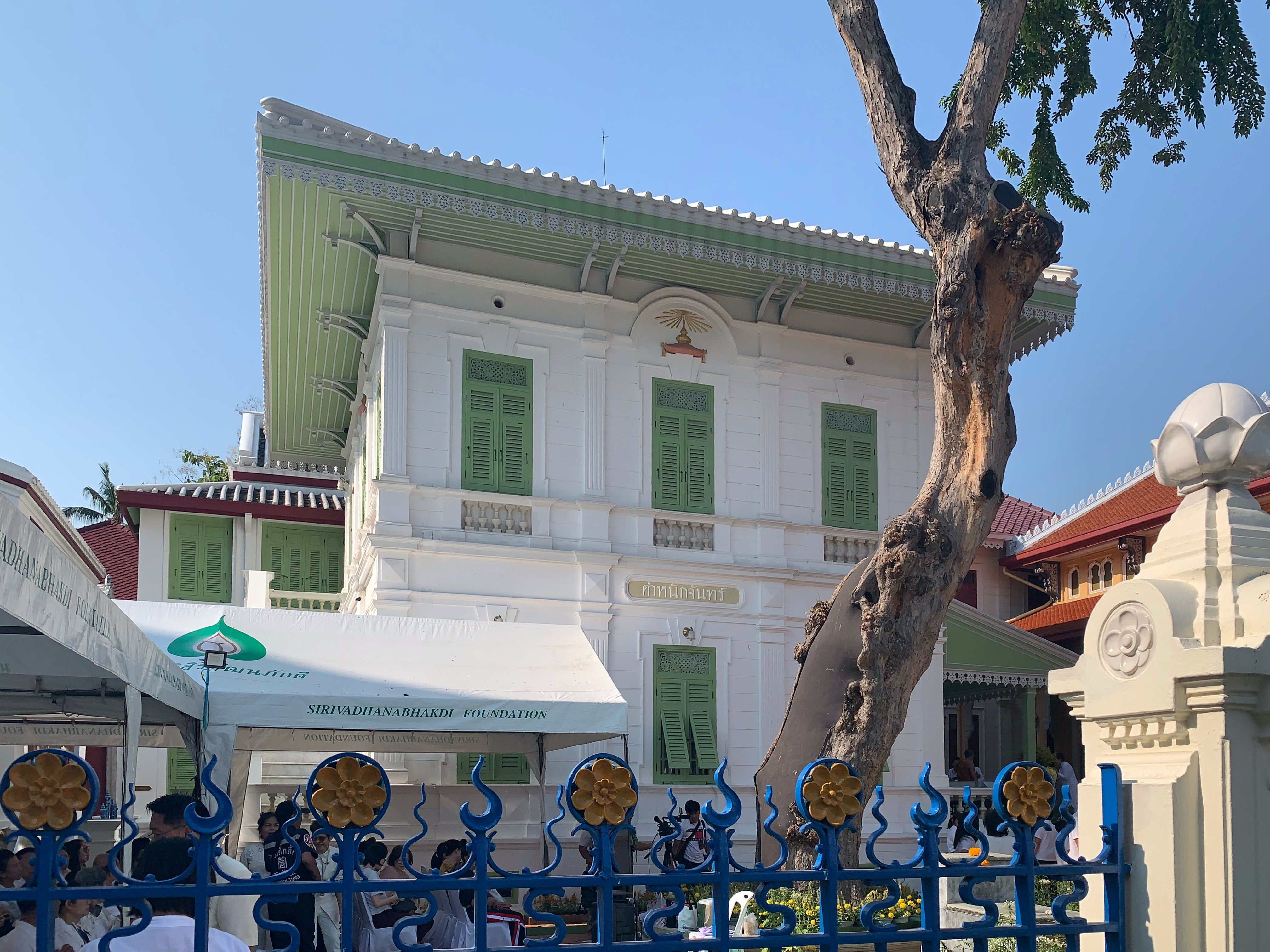
王室居所月宫（ Tamnak Chan）
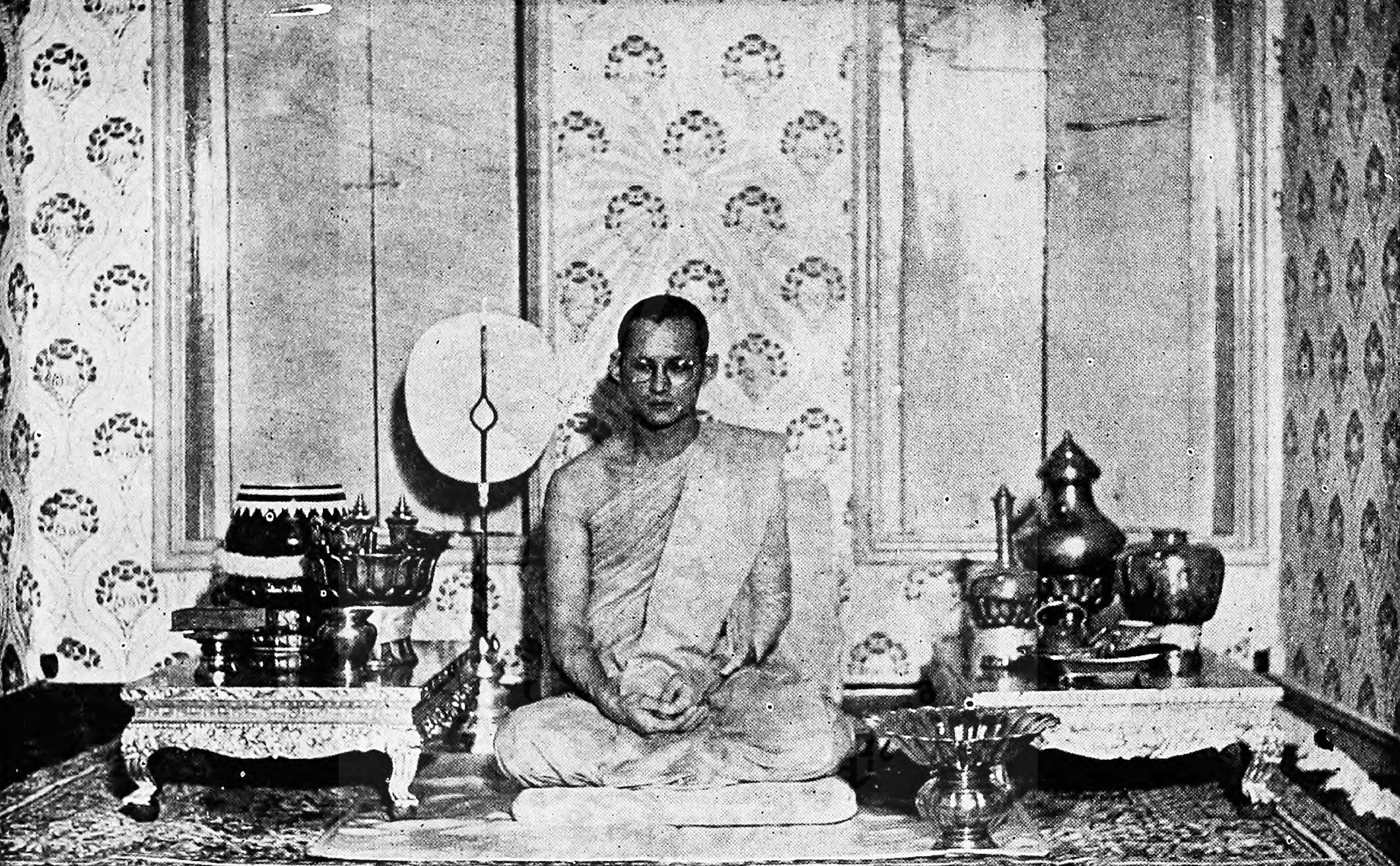
1956年，普密蓬·阿杜德在此出家15日

### 书目
- Liedtke, Marcel, , Norderstedt: Books on Demand GmbH, 2011  [2023-03-12], ISBN 978-3-8423-7029-6, （原始内容存档于2023-03-12）
- Macdonald, Phil, , England: National Geographic Society, 2009  [2023-03-12], ISBN 978-1-4262-0408-1, （原始内容存档于2023-03-12）
- Hoskin, John, , London: New Hollands Publishers (UK) Ltd, 2006, ISBN 978-1-4262-0408-1[]
- Williams, China, , Lonely Planet, 15 September 2010  [2023-03-12], ISBN 9781742203850, （原始内容存档于2023-03-12）
- DhammaThai.org A Guide to Meditation Centres in Thailand: Wat Bovornives Vihara （页面存档备份，存于）, last retrieved 15 September 2006